# Zbigniew Smok
Zbigniew Smok (ur. 19 lutego 1957 we Wrocławiu) – generał brygady Wojska Polskiego w stanie spoczynku.
W latach 1977–1981 był podchorążym Wyższej Szkoły Oficerskiej Wojsk Zmechanizowanych we Wrocławiu, a w latach 1981–1988 oficerem 13 Pułku Zmechanizowanego w Kożuchowie, w którym dowodził plutonem, kompanią i batalionem.
W 1985 roku ukończył Wyższy Kurs Doskonalenia Oficerów, a w latach 1988–1991 był słuchaczem Akademii Sztabu Generalnego i Akademii Obrony Narodowej w Rembertowie. W latach 1992–1996 pełnił służbę w Sztabie 5 Kresowej Dywizji Zmechanizowanej, a następnie wykonywał obowiązki szefa sztabu-zastępcy dowódcy i zastępcy dowódcy do spraw liniowych 73 Pułku Zmechanizowanego w Gubinie. Od 1996 roku był szefem Wydziału Szkolenia – zastępcą szefa pionu szkolenia 4 Lubuskiej Dywizji Zmechanizowanej w Krośnie Odrzańskim, od 1998 roku dowódcą 5 Kresowej Brygady Zmechanizowanej w Gubinie. W 2002 roku został zastępcą szefa, a 30 grudnia 2003 roku objął obowiązki szefa Wojewódzkiego Sztabu Wojskowego w Rzeszowie. Od 19 marca 2007 roku pełnił służbę na stanowisku dowódcy 15 Giżyckiej Brygady Zmechanizowanej w Giżycku. 3 maja 2007 roku Prezydent RP, Lech Kaczyński wręczył mu nominację na stopień generała brygady.
15 sierpnia 2009 roku został ostatnim Dowódcą Śląskiego Okręgu Wojskowego, który rozformowano 31 grudnia 2011 roku.
Od grudnia 2011 pełni obowiązki zastępcy dowódcy – szefa sztabu 11 Dywizji Kawalerii Pancernej. W 2017 roku zakończył zawodową służbę wojskową, przechodząc w stan spoczynku.

## Medale i Odznaczenia
- Krzyż Kawalerski Orderu Odrodzenia Polski (2005)[3]
- Srebrny Medal „Opiekun Miejsc Pamięci Narodowej”[4]